# 정읍 무량사 목조여래좌상 및 복장유물
정읍 무량사 목조여래좌상 및 복장유물(井邑 無量寺 木造如來坐像 및 服藏遺物)은 대한민국 전북특별자치도 정읍시 공평동, 무량사에 있는 조선 후기의 불상 및 복장유물이다. 2018년 3월 9일 전라북도의 유형문화재 제257호로 지정되었다.

## 지정 사유
정읍 무량사 불상은 현재 불상발원문이 남아있지는 않지만 복장에서 1740년과 1754년에 인경된 다라니가 발견되었으며, 오른쪽 어깨 위의 W자형 옷자락, 왼쪽 팔의 옷주름 선, 꽃잎모양의 승각기 상부, 귓불이 길게 늘어진 귀 모양 등이 18세기 중-후반에 호남과 영남지역을 중심으로 활동했던 조각승 상정이 조성한 1755년 양주 회암사 소장 목조여래좌상(原 담양 용흥사 상선암 제작) 등과 유사하여, 상정의 작품으로 추정되어 불상 연구에 귀중한 자료로 평가됨. 또한 불상의 복장에서는 『묘법연화경』, 『보협인다라니경』 등의 각종 경전과 다라니, 후령통 등이 발견되었는데, 그중에서 "乾隆五年(1740년)庚申六月日玉果縣聖德山觀音寺", "乾隆十九年(1754년)甲四月日玉果縣聖德山觀音寺"라고 적힌 다라니가 발견되어, 불상의 조성연대를 추정하는데 중요한 자료로 평가된다.

## 같이 복리
- 양주 회암사 목조여래좌상 및 복장물 - 경기도 유형문화재 제206호

## 참고 문헌
- 정읍 무량사 목조여래좌상 및 복장유물 - 국가유산청 국가유산포털